# Arnolfo Azevedo
Arnolfo Rodrigues de Azevedo (Lorena, 11 de novembro de 1868 — São Paulo, 14 de janeiro de 1942) foi um político brasileiro. Foi presidente da Câmara dos Deputados e um senador durante a República Velha.
Iniciou sua carreira política em 1891 quando ingressou no Partido Republicano Paulista. No ano seguinte foi eleito vereador em Lorena, sendo posteriormente escolhido intendente municipal.
Em 1895 foi eleito deputado estadual, sendo reeleito em 1898. Elegeu-se deputado federal em 1903 e renovou o mandato sucessivamente nos pleitos de 1906, 1909, 1912, 1915, 1918, 1921 e 1924.
Assumiu a presidência da Câmara dos Deputados em maio de 1921, em substituição ao deputado mineiro Júlio Bueno Brandão. Durante seu mandato foi construído o Palácio Tiradentes, inaugurado no dia 6 de maio de 1926 para abrigar a Câmara, até então instalada provisoriamente nas dependências da Biblioteca Nacional desde junho de 1922.
Deixou o cargo em dezembro de 1926, sendo substituído no ano seguinte pelo deputado Sebastião do Rego Barros. Neste mesmo ano ingressou no Senado Federal, onde permaneceu até outubro de 1930, quando foram suspensas as atividades parlamentares em decorrência do golpe comandado por Getúlio Vargas, encerrando então definitivamente sua carreira política.